# Santo Antônio do Rio Abaixo
Santo Antônio do Rio Abaixo är en kommun i Brasilien.   Den ligger i delstaten Minas Gerais, i den sydöstra delen av landet, 600 km sydost om huvudstaden Brasília. Antalet invånare är 1 777.
Omgivningarna runt Santo Antônio do Rio Abaixo är huvudsakligen savann. Runt Santo Antônio do Rio Abaixo är det glesbefolkat, med 18 invånare per kvadratkilometer.